# Martine De Maght
Martine De Maght (Aalst, 9 november 1965) is een  Belgisch politica voor achtereenvolgens VLD, Blauw, LDD en Open Vld.

## Levensloop
De Maght werd beroepshalve federaal ambtenaar. Ze is de dochter van Annie De Maght, die burgemeester van Aalst is geweest. Van 2001 tot 2007 was ze in Aalst OCMW-raadslid. Sinds januari 2007 is ze gemeenteraadslid van de stad.
Ze begon haar politieke loopbaan bij de VLD, maar stapte in 2006 over naar Blauw, een scheurlijst van ontevreden Aalsterse VLD'ers opgericht door haar moeder. Via deze kieslijst verzeilde ze bij de LDD van Jean-Marie Dedecker, de partij waarvan ze bij de verkiezingen van juni 2007 de lijst voor de Kamer van volksvertegenwoordigers trok in de kieskring Oost-Vlaanderen. De Maght werd verkozen en bleef zetelen in de Kamer tot in 2010. Bij de verkiezingen van juni 2010 was ze geen kandidaat meer. Kort nadien kondigde ze aan dat ze de LDD verliet omdat ze zich er niet meer thuis voelde.
Bij de gemeenteraadsverkiezingen van 2012 keerde De Maght terug naar Open Vld. In maart 2013 werd ze in Aalst de voorzitter van de plaatselijke afdeling van Open Vld Vrouwen.